# Assimi Goita
Assimi Goita (ur. 31 listopad 1983) – malijski wojskowy w stopniu pułkownika, przywódca dwóch zamachów stanu w Mali – w 2020 i 2021 roku, od 19 sierpnia do 25 września 2020 przewodniczący Narodowego Komitetu Ocalenia Ludu, pełniący tym samym obowiązki głowy państwa. Od 25 maja 2021 pełniący obowiązki prezydenta Mali.

## Życiorys
Kształcił się w prestiżowych malijskich szkołach wojskowych, m.in. w École inter-armes de Koulikoro i Prytanée militaire de Kati. Służył w Malijskich Siłach Zbrojnych, gdzie kierował specjalnymi siłami zajmującymi się m.in. walką z dżihadystami wzniecającymi wojnę domową w centralnej części państwa.
W sierpniu 2020 roku został przewodniczącym Narodowego Komitetu Ocalenia Ludu i faktycznym przywódcą zamachu stanu. 18 sierpnia buntownicy aresztowali prezydenta Ibrahima Boubacara Keïtę i premiera Boubou Cissé. Następnego dnia Keïta złożył dymisję, a Assimi Goita objął obowiązki głowy państwa, zapowiadając organizację wyborów „w rozsądnym czasie”. 24 sierpnia decyzją Narodowego Komitetu Ocalenia Ludu objął obowiązki głowy państwa. Na stanowisku zatąpił go 25 września 2022 Ba N'Daou, a Goita został wiceprezydentem.
Po kolejnym zamachu stanu w Mali i aresztowaniu tymczasowego prezydenta Ba N'Daou został pełniącym obowiązki prezydenta Mali.
Po zamachu stanu w Nigrze pod koniec lipca 2023 wraz z Ibrahimem Traore zapowiedział, iż interwencja zachodu w Nigrze będzie uznana za atak na Mali i Burkinę Faso.